# 김기원 (1953년)
김기원(金基元, 1953년 12월 9일 ~ 2014년 12월 7일)은 대한민국의 경제학자이다. 재벌개혁 문제에 장기간 천착했다.

## 생애
부산에서 태어났다. 1972년 경남고등학교를 졸업한 뒤 1972년 서울대학교 경제학과에 입학했다. 1989년 서울대학교 경제학과에서 논문 '미군정기 귀속재산의 처리에 관한 연구'로 박사 학위를 받았다. 1983년부터 방송통신대 경제학과 전임강사, 조교수, 부교수, 교수로 있으면서 재벌 체제, 기업지배구조 등을 연구했다. 한국사회경제학회, 한국산업조직학회에서 활동했고, 참여연대 재벌개혁감시단 실행위원을 맡는 등 현실 참여에도 앞장섰다.

## 학력
- 경남고등학교 졸업
- 서울대학교 경제학과 졸업
- 서울대학교 경제학과 대학원 경제학 박사

## 저서
- 미군정기의 경제구조(1990)
- 현대자본주의론(1990)
- 한국 노사관계의 전개와 현상(1997)
- 기업시스템의 비교경제학(1998)
- 한국산업의 이해(2002)
- 재벌개혁은 끝났는가(2002)
- 생활속의 경제(2005)
- 경제학 포털(2006)
- 한국의 진보를 비판한다(2012)
- 개혁적 진보의 메아리(2015)